# سفارت ایالات متحده آمریکا در کاراکاس
سفارت ایالات متحده آمریکا در کاراکاس (به اسپانیایی: Embajada de Estados Unidos en Venezuela) یک منطقهٔ مسکونی و نمایندگی سیاسی ایالات متحده آمریکا در ونزوئلا است که در کاراکاس واقع شده‌است.